# Paul Frommer
Paul R. Frommer, né le 17 septembre 1944 à New York, est un professeur américain de communication à l'université de Californie du Sud (USC) et consultant linguistique. Il est l'ancien vice-président, coordinateur de projets, planificateur stratégique et auteur-chercheur chez Bentley Industries à Los Angeles, Californie.

## Jeunesse et études
Frommer est né à New York. Intéressé par l'astronomie dès son plus jeune âge, il remplaça l'astrophysique par les mathématiques en tant que matière principale, et reçut le diplôme de l'université de Rochester avec un "bachelor of arts" en mathématiques en 1965. Peu après, il enseigna l'anglais et les mathématiques en Malaisie en malais avec l'organisation Peace Corps. Il avait étudié les langues auparavant, mais cette expérience le fit s'orienter vers la linguistique. Il commença un cursus doctoral en linguistique à l'université de Californie du Sud (USC). Pendant ce cursus, il enseigna l'anglais en Iran pendant un an au milieu des années 1970 et étudia le persan. Il reçut son diplôme de master et son doctorat en linguistique à USC en 1981 sous l'enseignement de Bernard Comrie; son doctorat portait sur des aspects de la syntaxe persane et s'intitulait "Phénomène post-verbal dans la syntaxe du persan familier".

## Activités
Frommer enseigna pendant plusieurs années et s'orienta ensuite vers les affaires, en devenant vice-président, coordinateur spécial de projets, planificateur stratégique, et auteur-chercheur chez Bentley Industries à Los Angeles. Frommer fut également l'auteur du film Step Into the Third Dimension sorti en 1989. En 1996, il retourna à USC à temps plein sur un poste de professeur de communication en management clinique à la Marshall School of Business. En 1999, il coécrivit un ouvrage de linguistique appelé Looking at Languages: A Workbook in Elementary Linguistics. De 2005 à 2008, il officia en tant que directeur du centre pour la communication managériale à la Marshall School of Business.
Après une recherche par James Cameron, auteur et réalisateur du film Avatar, Frommer fut choisi pour créer la langue na'vi, l'espèce d'extra-terrestres bleus habitants de la lune Pandora. Frommer affirma que sa démarche pour créer la langue commença avec la phonétique et la phonologie: "Le système des sons doit être fixé en premier, pour qu'il y ait une cohérence dans la langue". La morphologie, la syntaxe et le vocabulaire ont suivi. Cameron avait déjà créé plusieurs douzaines de mots qu'il souhaitait incorporer dans la nouvelle langue. Ceci donna à Frommer "une idée du type de sons qu'il avait en tête". Cameron informa aussi Frommer qu'il "voulait que la langue soit agréable à entendre et attrayante pour le public."  "Quand vous créez une langue, vous avez le bonheur de faire rouler des sons dans votre bouche, d'entendre des sons inhabituels et de jouer avec les sons et les propriétés structurelles des langues. Cela m'a pris environ six mois pour créer les premières fondations de langue".
Frommer a créé une partie de la grammaire Na’vi sur la base des langues polynésiennes et prit des décisions audacieuses, comme l'utilisation de consonnes telles que les éjectives et les nasales vélaires qui n'existent pas dans les langues occidentales, tout en omettant des sons occidentaux très communs comme "b", "d" et "g". Il plaça les modificateurs de verbes au milieu des mots au lieu de les mettre au début ou à la fin. Cameron a écrit quelques chansons pour les personnages Na'vi que Frommer a traduit sous une forme poétique de la langue na'vi, puis il assista les chanteurs dans leur prononciation. Ensuite, il travailla personnellement avec les acteurs qui avait besoin de parler le Na'vi dans le film et créa des fichiers MP3 pour que ceux-ci puissent l'étudier. La voix des acteurs n'a pas été modifiée dans le film, puisque Cameron voulait que les Na'vis aient des voix qui paraissent humaines. Depuis la diffusion du film, Frommer a reçu de nombreux courriels de fans avec des propositions pour l'expansion de la langue et des sites internet d'étude et d'application de la langue sont apparus.
Frommer est également chargé de la création de la langue martienne pour le film de Disney John Carter of Mars.